# Melodia nocturna
Melodia nocturna (títol original: A Little Night Music) és l'adaptació cinematogràfica de la comèdia musical A Little Night Music, amb Elizabeth Taylor, Diana Rigg i Lesley-Anne Down, dirigida per Harold Prince el 1977. Ha estat doblada al català.

## Argument
Fredrik Egerman (Len Cariou) és molt feliç en el seu matrimoni amb una noia verge de 18 anys, Anne (Lesley - Anne Down). No obstant això, Anne ha protegit nerviosament la seva virginitat durant onze mesos de matrimoni.

## Repartiment
- Elizabeth Taylor: Desiree Armfeldt
- Diana Rigg: Charlotte Mittelheim
- Len Cariou: Frederick Egerman
- Lesley-Anne Down: Anne Egerman
- Hermione Gingold: Madame Armfeldt
- Laurence Guittard: el comte Carl-Magnus Mittelheim
- Christopher Guard: Erich Egerman
- Lesley Dunlop: Petra
- Chloe Franks: Fredericka Armfeldt
- Jonathan Tunick: el conductor